# Cornish (New Hampshire)
Cornish è un comune degli Stati Uniti d'America facente parte della contea di Sullivan nello stato del New Hampshire.
È noto per essere stato il luogo scelto dallo scrittore J. D. Salinger per il suo "esilio volontario" dal 1953, anno in cui lasciò New York, al 2010, anno della sua morte.